# Heteropoda lindbergi
Heteropoda lindbergi este o specie de păianjeni din genul Heteropoda, familia Sparassidae, descrisă de Roewer în anul 1962.
Este endemică în Afghanistan. Conform Catalogue of Life specia Heteropoda lindbergi nu are subspecii cunoscute.